# Canottaggio ai Giochi della XXVIII Olimpiade - 4 di coppia femminile
La gara di 4 di coppia femminile dei Giochi della XXVIII Olimpiade si è svolta tra il 15 e il 22 agosto 2004.

## Batterie
Hanno partecipato alle batterie di qualificazione 8 equipaggi, suddivisi in 2 batterie: i primi di ogni batteria sono passati direttamente alla finale A, mentre gli altri hanno effettuato i ripescaggi.
15 agosto 2004
| Posizione | Nazione       | Atleta                                                                   | Tempo      |
| --------- | ------------- | ------------------------------------------------------------------------ | ---------- |
| 1         | Gran Bretagna | Alison Mowbray, Debbie Flood, Frances Houghton e Rebecca Romero          | 6'15"60 FA |
| 2         | Russia        | Oksana Dorodnova, Anna Sergeeva, Larisa Merk e Julija Levina             | 6'17"72 R  |
| 3         | Bielorussia   | Maryja Varona, Vol'ha Beraznëva, Tacjana Narelik e Maryia Brel           | 6'20"72 R  |
| 4         | Ucraina       | Olena Morozova, Olena Olefirenko, Jana Dement'jeva e Tetjana Kolesnikova | 6'21"24 R  |

| Posizione | Nazione     | Atleta                                                               | Tempo      |
| --------- | ----------- | -------------------------------------------------------------------- | ---------- |
| 1         | Germania    | Kathrin Boron, Meike Evers, Manuela Lutze e Kerstin El Qalqili       | 6'16"49 FA |
| 2         | Stati Uniti | Michelle Guerette, Hilary Gehman, Kelly Salchow e Danika Holbrook    | 6'18"63 R  |
| 3         | Australia   | Dana Faletic, Rebecca Sattin, Amber Bradley e Kerry Hore             | 6'23"46 R  |
| 4         | Danimarca   | Dorthe Pedersen, Sarah Lauritzen, Christina Rindom e Majbrit Nielsen | 6'28"16 R  |

## Ripescaggi
I primi 4 equipaggi si sono qualificati per la finale A, i restanti 2 per la finale B.
18 agosto
| Posizione | Nazione     | Atleta                                                                   | Tempo      |
| --------- | ----------- | ------------------------------------------------------------------------ | ---------- |
| 1         | Russia      | Oksana Dorodnova, Anna Sergeeva, Larisa Merk e Julija Levina             | 6'23"13 FA |
| 2         | Ucraina     | Olena Morozova, Olena Olefirenko, Jana Dement'jeva e Tetjana Kolesnikova | 6'24"64 FA |
| 3         | Australia   | Dana Faletic, Rebecca Sattin, Amber Bradley e Kerry Hore                 | 6'24"67 FA |
| 4         | Stati Uniti | Michelle Guerette, Hilary Gehman, Kelly Salchow e Danika Holbrook        | 6'25"39 FA |
| 5         | Danimarca   | Dorthe Pedersen, Sarah Lauritzen, Christina Rindom e Majbrit Nielsen     | 6'25"41 FB |
| 6         | Bielorussia | Maryja Varona, Vol'ha Beraznëva, Tacjana Narelik e Maryia Brel           | 6'29"04 FB |

## Finali
22 agosto 2004
| Posizione | Nazione       | Atleta                                                                   | Tempo   |
| --------- | ------------- | ------------------------------------------------------------------------ | ------- |
|           | Germania      | Kathrin Boron, Meike Evers, Manuela Lutze e Kerstin El Qalqili           | 6'29"29 |
|           | Gran Bretagna | Alison Mowbray, Debbie Flood, Frances Houghton e Rebecca Romero          | 6'31"26 |
|           | Australia     | Dana Faletic, Rebecca Sattin, Amber Bradley e Kerry Hore                 | 6'34"73 |
| 4         | Russia        | Oksana Dorodnova, Anna Sergeeva, Larisa Merk e Julija Levina             | 6'36"49 |
| 5         | Stati Uniti   | Michelle Guerette, Hilary Gehman, Kelly Salchow e Danika Holbrook        | 6'39"67 |
| -         | Ucraina       | Olena Morozova, Olena Olefirenko, Jana Dement'jeva e Tetjana Kolesnikova | dq      |

L'equipaggio ucraino è stato squalificato dopo che Olena Olefirenko è stata trovata positive a un controllo antidoping.
21 agosto 2004
| Posizione | Nazione     | Atleta                                                               | Tempo   |
| --------- | ----------- | -------------------------------------------------------------------- | ------- |
| 1         | Danimarca   | Dorthe Pedersen, Sarah Lauritzen, Christina Rindom e Majbrit Nielsen | 6'50"13 |
| 2         | Bielorussia | Maryja Varona, Vol'ha Beraznëva, Tacjana Narelik e Maryia Brel       | 6'54"02 |